# Marcus Kleveland
Marcus Kleveland (25 april 1999) is een Noorse snowboarder, die is gespecialiseerd op de onderdelen big air en slopestyle.

## Carrière
Bij zijn wereldbekerdebuut, op 12 november 2016 in Milaan, boekte Kleveland direct zijn eerste wereldbekerzege. Op de Winter X Games XXI in Aspen won de Noor het goud op het onderdeel slopestyle en het zilver op het onderdeel big air. In de Spaanse Sierra Nevada nam hij deel aan de FIS wereldkampioenschappen snowboarden 2017. Op dit toernooi sleepte hij de bronzen medaille in de wacht op het onderdeel big air.

## Resultaten

### Olympische Winterspelen
| Jaar | Plaats      | Resultaten                |
| ---- | ----------- | ------------------------- |
| 2018 | Pyeongchang | 18e Big air 6e Slopestyle |
| 2022 | Peking      | 8e Big air 14e Slopestyle |

### Wereldkampioenschappen
| Jaar | Plaats        | Resultaten                 |
| ---- | ------------- | -------------------------- |
| 2017 | Sierra Nevada | Big air                    |
| 2021 | Aspen         | Big air · Slopestyle       |
| 2023 | Bakoeriani    | 11e Big air · Slopestyle   |
| 2025 | Engadin       | 13e Big air 14e Slopestyle |

### Wereldbeker
Eindklasseringen
| Seizoen   | Algm | BA | SBS |
| --------- | ---- | -- | --- |
| 2016/2017 | 8e   | 8e | 14e |

Wereldbekerzeges
| Datum            | Plaats          | Onderdeel  |
| ---------------- | --------------- | ---------- |
| 12 november 2016 | Milaan          | Big air    |
| 4 september 2017 | Cardrona        | Slopestyle |
| 2 december 2017  | Mönchengladbach | Big air    |
| 20 maart 2021    | Aspen           | Slopestyle |
| 28 maart 2021    | Silvaplana      | Slopestyle |
| 27 maart 2022    | Silvaplana      | Slopestyle |
| 17 december 2022 | Copper Mountain | Big air    |
| 22 januari 2023  | Laax            | Slopestyle |